# 蘇鑰機
蘇鑰機(英語：Clement So York Kee)，香港新聞社會學專家，曾任香港中文大學新聞與傳播學院，專門作從社會學的角度去研究各地社會的傳媒生態的研究。他現時是《傳媒生態調查報告》的主持人，每年都會就香港及中國大陸的傳媒生態發表報告，並推測社會發展形勢。

## 簡歷
蘇鑰機早年畢業於觀塘雞寮官塘循道學校（1968年小六下午校）及青年會書院（1968年入讀中一），其後升讀香港中文大學，修讀社會學學士、傳播哲學碩士。之後，他前往美國賓夕法尼亞大學的安那堡傳播學院深造，並取得傳播哲學博士。
畢業後，蘇鑰機曾任加拿大溫哥華《明報》副總編輯、《世界日報》記者及電視廣播有限公司的市場研究員。之後加入香港中文大學新聞與傳播學院成為助理教授，之後晉升為副教授、教授，曾任新聞與傳播學院院長，於2011年9月1卸任。
蘇鑰機的研究主要在香港的傳媒生態，從新聞社會學的角度，透過從香港的報章新聞及評論，去推測當前的社會生態環境，每年都會就香港及中國大陸的傳媒生態發表報告，並推測社會發展形勢。
2010年，蘇鑰機與張宏艷、譚蕙芸和李玉茹等香港資深傳媒人，聯同新聞教育基金與香港中文大學新聞與傳播學院，推出一百四十一個本港新聞從業員撰寫的《一人一故事》。2013年，再推出《一人又一故事》，並且擔任主編。

## 外部連結
- 香港中文大學新聞與傳播學院網頁（页面存档备份，存于）